# Про Шмідта
Про Шмідта (англ. About Schmidt) — американський фільм 2002 року.

## Сюжет
Агента страхової компанії Воррена Шмідта відправляють на пенсію. Він починає переосмислювати прожите життя, намагаючись зрозуміти, чи зміг він досягти всіх своїх мрій в кар'єрі, шлюбі та сімейному житті. Дочка Воррена майже не спілкується з ним, живе в Денвері і збирається одружитися з Рендаллом, якого Шмідт не схвалює. Він вирушає в поїздку через всю країну, щоб зупинити це весілля, а також знайти сенс свого власного життя.

## У ролях
| Актор           | Роль            |
| --------------- | --------------- |
| Джек Ніколсон   | Воррен Шмідт    |
| Кеті Бейтс      | Роберта Герцель |
| Хоуп Девіс      | Джині Шмідт     |
| Дермот Малруні  | Рендалл Герцель |
| Джун Сквібб     | Гелен Шмідт     |
| Говард Гессеман | Ларрі Герцель   |
| Гаррі Гронер    | Джон Раск       |
| Конні Рей       | Вікі Раск       |
| Лен Каріу       | Рей Ніколс      |
| Марк Венуізен   | Дункан Герцель  |

## Цікаві факти
- Сцена, в якій Ніколсон спить у ванній — натяк на неокласичну картину Жака-Луї Давида «Смерть Марата».
- Фільм заснований на однойменному романі Луїса Беглі 1996 року, хоча все що їх пов'язує — назва та ім'я головного героя. Всі інші деталі — професія Шмідта, місце проживання, причина смерті його дружини й інше — змінені. Важливі елементи сюжету книги, такі як його зв'язок з Керрі, його ставлення до євреїв і до продажу свого будинку, у фільмі не відображені.
- Філ Рівз, який зіграв роль священика на весіллі, з'являвся і в іншому фільмі Александра Пейна — «Вискочка» 1999 року, в ролі директора школи.